# Skywalk Willingen
Der Skywalk Willingen ist mit 665 Metern die längste Fußgängerhängebrücke Deutschlands und die drittlängste Fußgängerhängebrücke der Welt. Nur die Sky Bridge 721 im tschechischen Dolní Morava und die Brücke der nationalen Einheit im ungarischen Sátoraljaújhely sind länger. Der Skywalk befindet sich bei der Mühlenkopfschanze in Willingen im Landkreis Waldeck-Frankenberg in Nordhessen und erstreckt sich vom Mühlenkopf bis zum Musenberg. Im Jahr 2022 erfolgte der Baubeginn, die offizielle Eröffnung am 1. Juli 2023. Die Besucher nutzen in der Regel die Standseilbahn neben der Mühlenkopfschanze, um ins Tal bzw. zur Brücke zu kommen. Von der Brücke sind unter anderem das Naturschutzgebiet Grebensteine bei Willingen und das Naturschutzgebiet Alter Hagen bei Willingen direkt neben dem Skywalk sichtbar.

## Daten zur Brücke

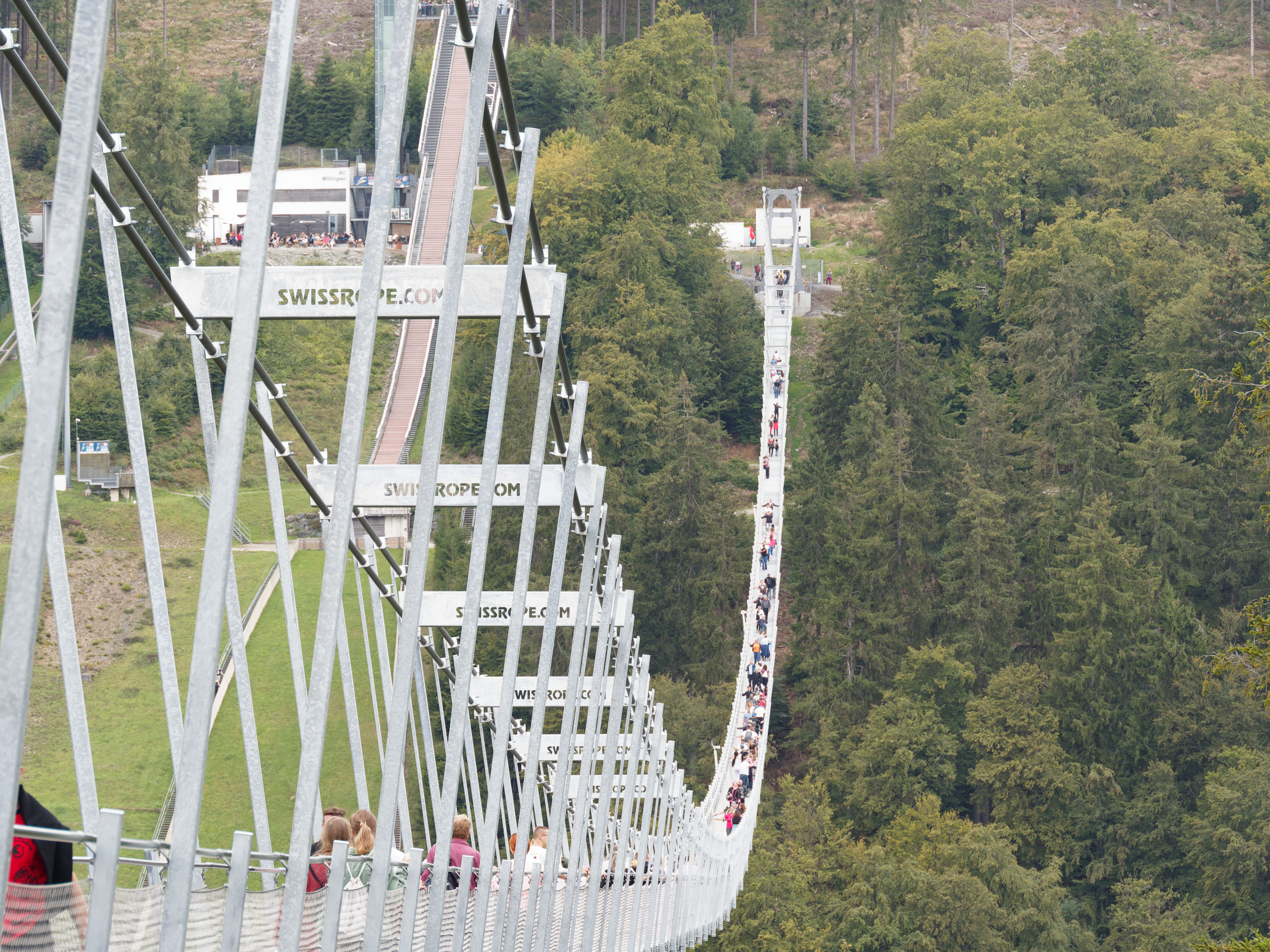
Blick vom südlichen Brückenende nach Norden

Die Investitionskosten betrugen 4,5 Millionen Euro. Der Skywalk wurde im tibetischen Stil gebaut. Die Brückenlänge beträgt 665 Meter und der höchste Punkt liegt 100 Meter über Grund. Das Gesamtgewicht beträgt 125 Tonnen. Die beiden Portalstützen wurden mit 46 Anker- und Bohrpfählen im Erdboden verankert, wobei der längste Anker eine Tiefe von 24 Metern erreicht. Hydraulikzylinder sollen im Falle eines starken Sturmes die Brücke zurückziehen und straffen, damit sie nicht so stark im Wind schwingt. Bei Windgeschwindigkeiten von über 80 km/h wird die Hängebrücke gesperrt.
Der gebührenpflichtige Skywalk soll ganzjährig von 9 bis 21 Uhr geöffnet sein, nur bei widrigen Wetterverhältnissen erfolgt eine Sperrung. Kinderwagen, Rollstühle, Fahrräder und Haustiere dürfen nicht auf die Brücke. Maximal dürfen sich 700 Menschen auf der Brücke befinden, was durch ein Ticketsystem kontrolliert wird.

## Besucher
Bereits am ersten Wochenende der Öffnung betraten mehrere Tausend Besucher die Brücke. 20 Prozent der Besucher betraten die Hängebrücke, aber überquerten sie nicht und kehrten wieder um.